# Szép Ernő-jutalom
A Szép Ernő-jutalom (nevezik Szép Ernő-díjnak is) egy 1984-ben alapított irodalmi díj, melyet drámaíróknak osztanak ki évente, általában három kategóriában:
- az előző évadban bemutatott vagy nyomtatásban megjelent legjobb magyar dráma írója,
- a legjobb „elsődrámás” vagy pályakezdő író,
- drámaírói munkásság vagy életmű elismerése.

Átadására szeptember 21-én, a magyar dráma napján – Az ember tragédiája ősbemutatójára emlékezve – kerül sor. A díjat Pogányné Szép Berta, Szép Ernő húga alapította. 1992-ig csupán egy fő, a „legjobb drámaíró” vehette át, 1992-től viszont a díjazottak köre 2-3 főre bővült. Ezt követően az alapítás törzstőkéjének kamatai már nem voltak elegendőek, ezért a jutalom anyagi fedezetét a művelődési tárca biztosítja.
Az elismerést szakmai kuratórium ítéli oda, amelynek munkájában a Emberi Erőforrások Minisztériuma művészeti főosztálya, a Magyar Írószövetség, a Magyar Írók Egyesülete, a Szépírók Társasága, a Magyar Színházi Társaság, valamint a Színházi Dramaturgok Céhe képviselői vesznek részt. Haláláig – tiszteletbeli tagként – Hubay Miklós is a kuratórium tagja volt.

## Díjazottak
| Év   | Díjazott (műve)                                                                        | Megjegyzés |
| ---- | -------------------------------------------------------------------------------------- | --- |
| 1984 | Weöres Sándor – A kétfejű fenevad                                                      | |
| 1985 | Ratkó József – Segítsd a királyt!                                                      | |
| 1986 | Hernádi Gyula – Hagyaték                                                               | |
| 1987 | Sütő András – Álomkommandó                                                             | |
| 1988 | Ottlik Géza – A Valencia-rejtély                                                       | |
| 1989 | Tandori Dezső                                                                          | hangjátékírói munkásságáért |
| 1990 | Schwajda György – Ballada a 301-es parcella bolondjáról                                | |
| 1991 | Székely János – Mórok                                                                  | |
| 1992 | Domahidy Miklós – Patkolni kell a Bársonyt Pozsgai Zsolt – Viaszmadár                  | „elsődrámás" kategória |
| 1993 | Márton László – A nagyratörő Parti Nagy Lajos – Ibusár Kapás Dezső Jób könyve          | és eddigi munkássága „elsődrámás" kategória posztumusz, magyar drámák színpadra állításáért |
| 1994 | Szilágyi Andor – Az el nem küldött levelek Darvasi László – Vizsgálat a rózsák ügyében | „elsődrámás" kategória |
| 1995 | Szakonyi Károly Kárpáti Péter – Országalma                                             | drámaírói életművéért „elsődrámás" kategória |
| 1996 | Páskándi Géza Esterházy Péter Búcsúszimfónia Nagy András                               | posztumusz, drámaírói életművéért drámaírói munkásságáért |
| 1997 | Hubay Miklós Hová lett a Rózsa lelke Spiró György Mohózat Tasnádi István               | életművéért drámaírói és színházművészeti munkásságáért |
| 1998 | Szabó Magda Borbély Szilárd [kamera.man] Kiss Csaba                                    | drámaírói életművéért „elsődrámás" kategória drámaírói és színházművészeti munkásságáért |
| 1999 | Kornis Mihály Egressy Zoltán Portugál                                                  | drámaírói életművéért „elsődrámás" kategória |
| 2000 | Hamvai Kornél A hóhérok hava Forgách András                                            | és drámaírói munkásságáért drámaírói, műfordítói munkásságáért |
| 2001 | Zalán Tibor Halvérfesték Garaczi László Csodálatos vadállatok                          | és drámaírói munkásságáért, színházművészeti tevékenységéért és drámaírói munkásságáért |
| 2002 | Háy János A Gézagyerek Visky András Kárpáti Péter                                      | „elsődrámás" kategória drámaírói és műhelyteremtő munkásságáért drámaírói munkásságáért |
| 2003 | Bereményi Géza Filó Vera                                                               | drámaírói munkásságáért legígéretesebb pályakezdő |
| 2004 | Térey János Nibelung lakópark Spiró György Sütő András                                 | „elsődrámás" kategória drámaírói munkásságáért drámaírói életművéért |
| 2005 | Eörsi István Schein Gábor                                                              | drámaírói életművéért legígéretesebb pályakezdő |
| 2006 | Erdős Virág A merénylet Németh Ákos Hamvai Kornél Castel Felice                        | „elsődrámás” kategória drámaírói munkásságáért |
| 2007 | Hubay Miklós Parti Nagy Lajos                                                          | drámaírói életművéért a színpadi beszéd megújításáért |
| 2008 | Térey János Asztali zene Szálinger Balázs                                              | és drámaírói tevékenységéért legígéretesebb pályakezdő |
| 2009 | Békés Pál Vinnai András                                                                | drámaírói életművéért legígéretesebb pályakezdő |
| 2010 | Bartis Attila Romlás Garaczi László Tolnai Ottó                                        | drámaírói munkásságáért drámaírói életművéért |
| 2011 | Háy János Székely Csaba                                                                | drámaírói munkásságáért ígéretes pályakezdésért |
| 2012 | Szakonyi Károly Spiró György Pintér Béla                                               | drámaírói munkásságáért a Príma környék című drámájáért a színpadi nyelv megújításáért |
| 2013 | Fejes Endre Borbély Szilárd Jeles András                                               | drámaírói életművéért drámaírói munkásságáért különleges színpadi nyelvezetéért |
| 2014 | Görgey Gábor Kocsis István Mohácsi István és Mohácsi János                             | drámaírói életművéért drámaírói munkásságáért eredeti világlátású színpadi szövegeikért |
| 2015 | Nádas Péter Csukás István Schilling Árpád rendező                                      | drámaírói életművéért a fiatal nemzedékek színpadi mítoszainak megteremtéséért experimentális, égető társadalmi kérdéseket felvető színpadi szövegeiért |
| 2016 | Esterházy Péter Mikó Csaba Fekete Ádám                                                 | Szép Ernő-életműdíj, a Daisytől a Mercedes Benzig ívelő drámaírói munkásságáért Szép Ernő-díj, az eddigi drámaírói munkásságáért, különös tekintettel az Apátlanok című művére Szép Ernő-különdíj, eredeti színházi látásmódjáért és új hangú drámai szövegeiért (Csoportkép oroszlán nélkül (természetes fényben)) |
| 2017 | Zalán Tibor Visky András Lengyel Anna,                                                 | - Szép Ernő-életműdíj, az évtizedeken átívelő drámaírói és színházi tevékenységéért, költői nyelvéért és széles műfaji merítésű, folyamatos dramaturgiai munkájáért - Szép Ernő-díj, eddigi drámaírói munkásságáért, különös tekintettel a Visszaszületés című művére, a XXI. század egzisztenciális kérdéseinek filozófiai mélységű megközelítéséért - Szép Ernő-különdíj, a PanoDráma dokumentumszínház létrehozásáért és működtetéséért, a kényes társadalmi kérdések kritikai súlyú és mindig eleven feldolgozásáért |
| 2018 | Tasnádi István Hajdu Szabolcs Závada Péter                                             | - Szép Ernő - életműdíjban részesül drámaírói életművéért és színházi munkájáért. - Szép Ernő - díjban részesül drámaírói munkáiért és a Látókép Ensemble előadásainak létrehozásáért. - Szép Ernő - különdíjban részesül első drámájáért (Je suis Amphitryon), valamint eredeti nyelvi világú átirataiért. |